# IL4R
白介素-4受体α亚基（Interleukin-4 receptor subunit alpha，缩写IL4R-α或IL4R）也称为分化簇124（CD124，cluster of differentiation 124）是一种细胞表面蛋白质，由人类基因 IL4R 编码，与γ链（CD132）共同组成I型白介素-4受体（IL4R type I），或与白介素-13受体α1（CD213a1）组成II型白介素-4受体（IL4R type II），除了结合能白介素-4还能结合白介素-13（IL13）。